# Xenopeltidae
Los xenopéltidos (Xenopeltidae) son una familia monotípica de serpientes nativas del Sureste asiático. El único género de la familia es Xenopeltis, el cual se compone de dos  especies reconocidas.

## Especies
El género Xenopeltis contiene las siguientes especies:
| Especie        | Descrita por    | Nombre común | Distribución geográfica |
| -------------- | --------------- | ------------ | --- |
| X. hainanensis | Hu & Zhao, 1972 |              | China (Fujian, Cantón, Guangxi, Hainan, Hunan, Jiangxi, Zhejiang) y Vietnam. |
| X. unicolorT   | Reinwardt, 1827 |              | Birmania (Tenasserim), islas Andaman y Nicobar, el sur de China (Cantón y Yunnan), Tailandia, Laos, Camboya, Vietnam, Malasia Occidental, isla de Penang, isla de Singapur y Malasia Oriental (Sarawak). En Indonesia en las islas de la Riau, Bangka, Belitung, Sumatra, We, Simalur, Nias, islas Mentawai (Siberut), Borneo, Java y Célebes. En las Filipinas en las islas de Isla de Balabac, Bongao, Jolo y Palawan. |

T) Especie tipo.